# Ліберальний корпоротивізм
Ліберал Корпоративізм - Це один з видів корпоративізм, який поєднує звичайний корпоративізм та згідно з ідеєю якого різні групи в суспільстві беруть участь у прийнятті політичних рішень і що ці групи також працюють разом для досягнення спільних цілей. Цей вид корпоративізму виник в XVIII-XIX століттях. Ліберал Корпоративізм протиставляється Плуразму. Плуразм вважає що різні групи не повинні брати участь у прийнятті політичних рішень.
Ліберальний корпоративізм мав особливий вплив на прогресивізм в США. Також в США Ліберал Корпоративізм називався фордизмом. Найбільше прихильників цієї ідеології в Австрії, Нідерландах, Швеції, Фінляндії, Норвегії та Данії.